# كينغيرو آبي
كينغيرو آبي (باليابانية: 阿部健治郎؛ بالكانا: あべ けんじろう) هو لاعب شوغي ‏ ياباني، ولد في 25 فبراير 1989 في ساكاتا في اليابان.